# Путь Карлито 2: Восхождение к власти
«Путь Карлито 2: Восхождение к власти» (англ. Carlito’s Way: Rise to Power) — фильм, приквел фильма 1993 года «Путь Карлито» (режиссёр Брайан де Пальма). Сценаристом и режиссёром был Майкл Брегман. Его отец Мартин Брегман является продюсером обоих фильмов.

## Сюжет
Попав под влияние могущественного и жестокого «дна» Нью-Йорка, Карлито Бриганте сталкивается с жадностью и возмездием. Поддерживаемый двумя друзьями он должен занять лидирующее место в испанском Гарлеме, о котором даже живущие здесь афроамериканцы говорят с отвращением. Через некоторое время Карлито понимает, что единственный способ выжить, оказавшись на вершине, — не предавать своих друзей и уважать законы улицы…

## В ролях
| Актёр                | Роль                   |
| -------------------- | ---------------------- |
| Джей Эрнандес        | Карлито Бриганте       |
| Марио Ван Пиблс      | Эрл                    |
| Луис Гусман          | Начо Рейес             |
| Шон Комбс            | Никки Голливуд         |
| Майкл Келли          | Рокко                  |
| Жаклин Де Санктис    | Летисия Крус           |
| Берт Янг             | Арти Ботолотта-старший |
| Доминик Ломбардоцци  | Арти Ботолотта-младший |
| Мтума Гант           | Реджи                  |
| Хуан Карлос Эрнандес | Сигфредо Крус          |
| Джанкарло Эспозито   | Маленький Джефф        |
| Тони Чуччи           | Большой Джефф          |
| Джейми Тирелли       | Мистер Крус            |
| Стю Райли            | «Малыш»                |
| Каспер Мартинес      | Колорадо               |
| Эдмонте Сальвато III | Джино                  |
| Чак Зито             | Бак                    |
| Нельсон Васкес       | Мэнни                  |

## Интересные факты
- Персонаж Никки Голливуд (Шон Комбс) списан с молодого Ники Барнса, крупного наркобарона Нью-Йорка 1970-х годов.
- В фильме персонаж Марио ван Пиблза ссылается на законы, резко ужесточающие наркобизнес в Нью-Йорке. Это отсылка к Законам Рокфеллера, которые были приняты для ужесточения наказаний за распространение наркотиков.
- Луис Гусман принял участие в обоих фильмах. В первом фильме он сыграл Пачангу, а во втором — Начо.